# Svečane
Svečane – wieś w Słowenii, w gminie Šentilj. W 2018 roku liczyła 184 mieszkańców.